# Valentinus
Valentinus (altgriechisch Βαλεντίνος Valentinos, deutsch auch Valentin, selten Valentinian oder Valentius Gnosticus; * wahrscheinlich um 100 n. Chr.; † nach 160 n. Chr.) war ein christlich-gnostischer Lehrer. Er gilt als Begründer der „valentinianischen Gnosis“, die Anhänger seiner Lehre werden Valentinianer genannt.

## Leben

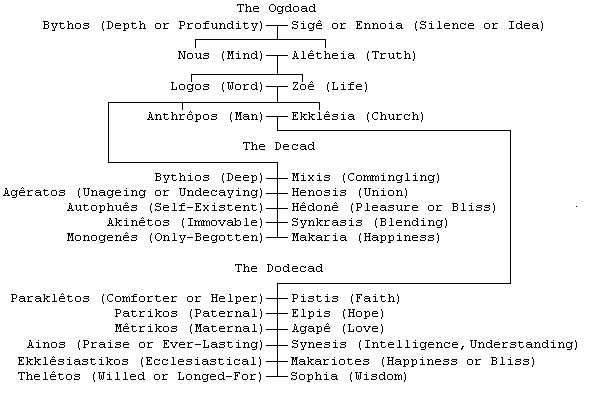
Die valentianische Äonenwelt.

Über das Leben des Valentinus ist wenig bekannt. Er lebte um die Mitte des 2. Jahrhunderts. Nach einer von Epiphanius von Salamis mit Vorbehalt wiedergegebenen Überlieferung wurde er in Phrenobis unweit von Alexandria, einem ansonsten unbekannten Ort in Ägypten, geboren und in Alexandria ausgebildet. Dort soll er bis gegen 135 n. Chr. gelebt haben. Er habe seine Lehre in Ägypten (Aegyptus) verbreitet, bevor er nach Rom ging. In der Forschung gelten diese Angaben als plausibel, wenngleich nicht gesichert. Nach Irenäus von Lyon kam er unter Bischof Hyginus († 142) nach Rom und wirkte dort unangefochten als freier theologischer Lehrer bis in die Zeit von Bischof Anicetus (um 154–166). Nach Epiphanius begab er sich nach Zypern, und zwar offenbar nach dem Romaufenthalt. Vermutlich übersiedelte er vor 161 von Rom nach Zypern.

## Lehre
Seine Lehren werden als beeinflusst vom Zoroastrismus, dem Mittelplatonismus und den Ophiten gesehen.
Über die Lehren des Valentinus lässt sich wenig mit Sicherheit feststellen. Da die meisten Quellen nicht zwischen seiner Lehre und den Ansichten späterer Valentinianer unterscheiden, ist schwer zu ermitteln und in der Forschung umstritten, wie viel von dem späteren valentinianischen System auf den Gründer selbst zurückgeht. Immerhin lassen sich den Fragmenten einige Lehraussagen entnehmen. Ihnen zufolge wurde der Mensch durch Engel zwar unvollkommen geschaffen, aber vom obersten Gott nach einem himmlischen Vorbild im Akt der Schöpfung perfektioniert. Die Welt ist eine wohlgeordnete und von Gottes Geist durchwirkte Schöpfung.
Der Vater ist der (göttliche) Urgrund der Dinge, er ist die ewige und ungewordene Einheit, das Unnennbare, die Tiefe, der vollkommene Äon. Er erzeugte aus Bedürfnis nach Liebe, nach einigen mit der ‚Stille des Gedankens‘ als Gattin, den Geist (altgriechisch νοῦς nous) und die Wahrheit. Ihnen entsprossen Vernunft (λόγος lógos) und Leben, aus diesen hinwiederum der ideale Mensch und die ideale Kirche, und so weitere Paare, darunter auch Christus und der Heilige Geist (altgriechisch ἅγιον πνεῦμα hágion pneûma). Die Gesamtheit aller 30 Äonen heißt das Pleroma (πλήρωμα pléroma) die Fülle der Geisterwelt.
Die Offenbarung des höchsten Gottes, die durch seinen Sohn Jesus Christus erfolgt, reinigt das verdorbene Herz des Menschen. Der irdische Jesus von Nazaret wird als göttliches Wesen verstanden: Er isst und trinkt, hat aber keine Verdauung.
Nach Martin R. von Ostheim (2013) war die Gnosis eine synkretistische Religion, die in der valentianischen Gnosis christliche, stoische, platonische und pythagoreische Elemente aufgenommen hatte und in einer interpretatio gnostica umformte.
Die Götter werden in der valentianischen Gnosis Äonen (griechisch ἀιών aiṓn „Ewigkeit“) genannt. Es sind Geistwesen, die zumeist gepaart (Syzygien) auftreten. Die valentianische Schule beschreibt dreißig Äonen. Die Gesamtheit der höchsten Äonen wird Pléroma (griechisch, πλήρωμα pléroma „Fülle“) bezeichnet.
Ein zentraler Text ist der Hymnus mit dem Titel Ernte (théros), der eine Vision des Valentinus beschreibt: „Alles sehe ich durch Pneuma aufgehängt, / alles erkenne ich als vom Pneuma getragen: / Fleisch an Seele gehängt, / Seele an Luft gebunden, / Luft an Äther gehängt, / aus der Tiefe Früchte hervorgebracht, / aus dem Mutterschoß ein Kind hervorgebracht.“ In dem hier dargelegten Modell des Kosmos befindet sich zuoberst das Pleroma, das Reich des reinen Geistes, darunter das Pneuma, unter diesem der Äther, darunter die Luft und schließlich die Materie oder das Fleisch. Der Geist des Visionärs, der bis zum Pleroma vorgedrungen ist, sieht von dort aus die unteren Bereiche und nimmt zugleich die Vorgänge in der „Tiefe“ der Gottheit wahr, wo der Logos gezeugt und geboren wird.
Schon antike Gegner des Valentinianismus brachten das Gedankengut der von ihnen bekämpften Strömung mit dem Platonismus und dem Pythagoreismus in Verbindung, um es zu diskreditieren. Dies war ein antihäretisches Standardargument. So bezeichnete der Kirchenschriftsteller Tertullian Valentinus wiederholt als Platoniker, und Filastrius von Brescia warf ihm vor, er sei eher ein Pythagoreer als ein Christ. Hippolyt von Rom behauptete, die Häresie des Valentinus enthalte die pythagoreische und die platonische Lehre. Pythagoras und Platon hätten ihre Lehre einst aus ägyptischer Tradition geschöpft und für die Griechen zugeschnitten, und von ihnen habe sie Valentinus stillschweigend übernommen und daraus etwas Eigenes zu gestalten versucht. Tatsächlich verfügte Valentinus über eine gute philosophische Bildung, er kannte sich in der platonischen Kosmologie aus und machte sie sich zunutze. Allerdings gelangte er auch zu unplatonischen Ergebnissen und kann daher nur eingeschränkt als Platoniker betrachtet werden.
Clemens von Alexandria berichtete, dass Valentinus um das Jahr 110 n. Chr. ein Anhänger des Gnostikers Theudas gewesen sein soll, und Theudas wiederum soll ein Anhänger des Paulus gewesen sein. Valentinus habe gesagt, dass Theudas ihm die ‚geheime Weisheit‘ vermittelte, die Paulus seinem inneren Kreis privat beigebracht hätte. Vor allem den paulinischen Zusammenhang mit seiner visionären Begegnung mit dem auferstandenen Christus (siehe Röm 16,25 , 1 Kor 2,7 , 2 Kor 12 ), die ein wesentlicher Aspekt der ‚geheimen Lehre‘ war.

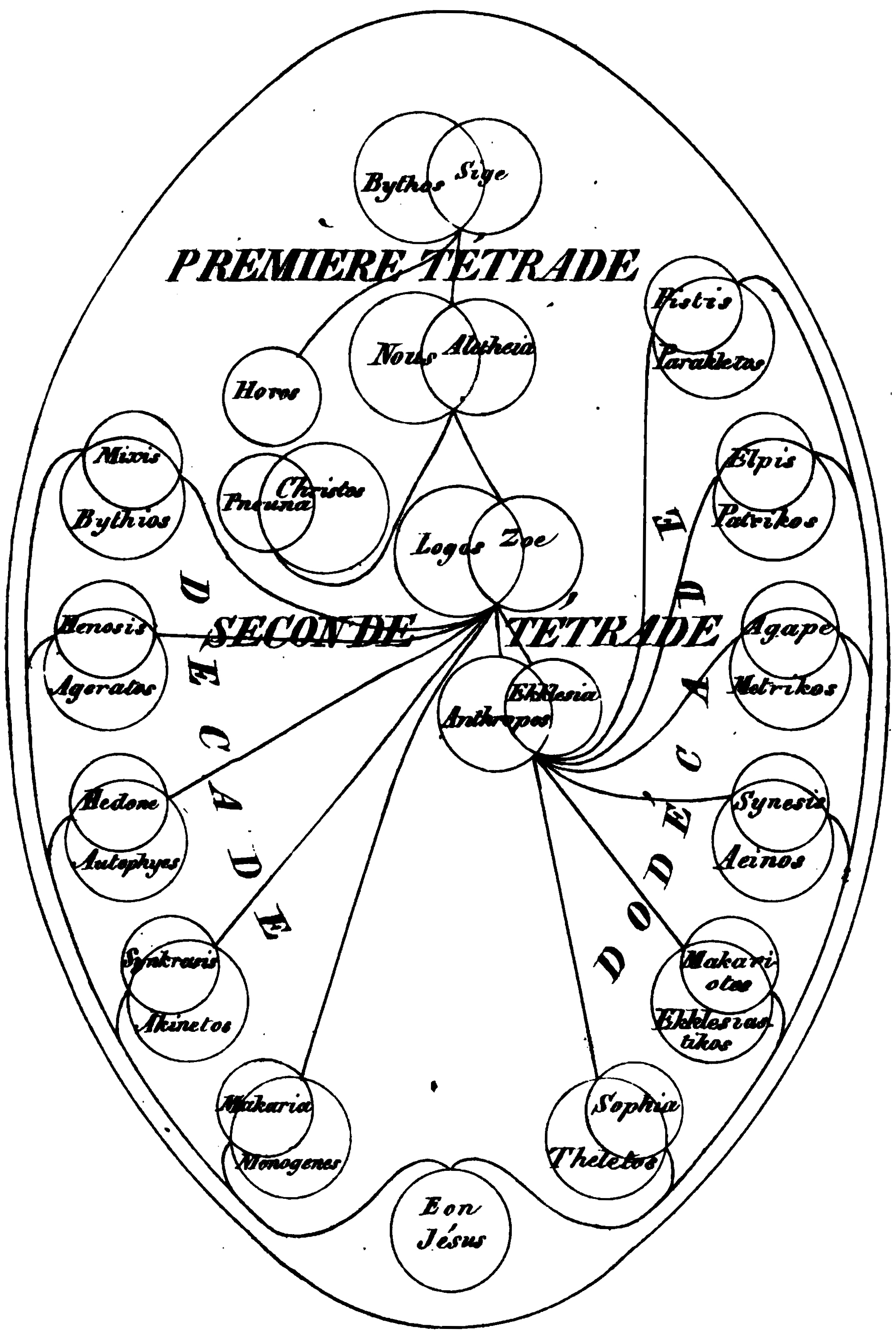
Das valentianische Pléroma (griechisch πλήρωμα pléroma „Fülle“). Es paaren sich jeweils ein weiblicher und ein männlicher Teil in schnittmengenartiger Weise. Aus ihnen entwächst ein neues Äonenpaar.

Nach Valentius habe auch Jesus während seiner Lebenszeit bestimmte Geheimnisse mit seinen engen Anhängern (Jüngern) geteilt, die Enigmata aber vor Außenstehenden verborgen gehalten, Mk 4,11 . Und im Evangelium nach Matthäus sprach er, dass ihr die Geheimnisse des Himmelsreich verstündet, den anderen dies aber nicht gegeben sei Mt 13,11 .
Im Textfundus der Nag-Hammadi-Schriften zeigte sich, dass der valentianische Gnostizismus sich vollkommen vom Dualismus anderer Lehrrichtungen unterscheidet. So dominiert das Thema der ‚Einzigkeit Gottes‘ den Anfang des Tractatus Tripartitus, einem der valentianischen Schule oder Valentinus selbst zugeordneten Werk.

## Rezeption
Bei den später so genannten Valentinianern handelte es sich zur Zeit von Valentinus’ Tätigkeit in Rom nicht um eine kirchlich organisierte Kultgemeinde oder Sekte, sondern um eine Gruppe innerhalb der stadtrömischen christlichen Großkirche, deren Mitglieder sich nicht als „Valentinianer“ abgrenzten, sondern sich selbst einfach „Christen“ nannten. Erst später kam es infolge des Ausschlusses aus der Großkirche zumindest ansatzweise zur Bildung einer Kultgemeinde.
Der Valentinianismus war eine der am weitesten verbreiteten gnostisch-christlichen Bewegungen. Er entwickelte sich in einer italischen und einer östlichen („anatolischen“) Form. Zur westlichen Schule zählt man traditionell die valentinianischen Lehrer Alexander, Florinus, Herakleon, Ptolemäus, Secundus und Theotimus, zur östlichen Axionikos von Antiochia, Markos und Theodotos. Möglicherweise gehörte auch Bardesanes zur östlichen Strömung des Valentinianismus.
In der Moderne haben die Kirchenhistoriker bis ins 19. Jahrhundert Valentinus in unkritischer Übernahme der Angaben großkirchlicher Quellen als Erzketzer eingestuft. Die neuere Forschung zeichnet ein komplexes, differenziertes Bild, wobei wegen der ungünstigen Quellenlage viele Fragen offen bleiben.
Für Daniel Dawson geht Valentinus sehr frei und kreativ mit biblischen Texten um und sieht den eigentlichen Ursprung der Wahrheit in visionären Erfahrungen, die die Schrift interpretieren. Demnach verwandelt Valentinus das Drama der Schrift in ein „Psychodrama“. John Behr sieht Valentinus als den Führer einer Gruppe von Christen, die zur Spekulation neigen. Für ihn verschwimmt bei Valentinus der Unterschied zwischen Schrift und Kommentar, Schrift und Interpretation. Christoph Markschies, der sich bei seiner Beurteilung der Lehre auf die direkten Fragmente von Valentinus beschränkt, beschreibt ihn als „Denker, der allenfalls den Weg zu den großen Systemen der 'Gnosis' bereitet, ihn aber noch nicht selbst geht“.

## Werke
Valentinus schrieb Lehrbriefe, Predigten und Hymnen, die von seinen Schülern gesammelt wurden. Erhalten sind acht vermutlich echte Fragmente. 
Sechs davon sind Passagen aus Briefen und Predigten, die Clemens von Alexandria zitiert, das siebte ist ein Zitat bei Hippolyt von Rom, das achte ein Hymnus, den Hippolyt überliefert. Clemens erwähnt eine dogmatische Schrift Über die drei Naturen (περὶ τῶν τριῶν φύσεων), die jedoch verschollen ist. 
Nach Philip Schaff ist möglicherweise ein Fragment davon bei Photios erhalten.
Verschiedene andere Schriften wie das Evangelium der Wahrheit, der Diognetbrief, der Rheginusbrief und die Pistis Sophia wurden Valentinus von einzelnen Autoren zugeschrieben, doch sind diese Annahmen spekulativ.  In den Funden von Nag Hammadi sind wichtige Dokumente und Texte für die Erforschung der Gnosis enthalten. Die Schriften entstammen aus verschiedenen Richtungen der Gnosis, so finden sich Schriften der Valentinianer und der sethianischen Gnosis.
Von Valentinus bzw. seinem Umfeld (Auswahl, Zuordnungen umstritten):
- Tractatus tripartitus
- Über die drei Naturen (περὶ τῶν τριῶν φύσεων)
- Evangelium der Wahrheit